# Магнолија (филм)
Магнолија (енгл. Magnolia) је амерички филм из 1999. године.

## Улоге
| Глумац             | Улога                 |
| ------------------ | --------------------- |
| Џереми Блекман     | Стенли Спектор        |
| Мајкл Боуен        | Рик Спектор           |
| Том Круз           | Френк Т. Џ. Маки      |
| Мелинда Дилон      | Роуз Гејтор           |
| Хенри Гибсон       | Терстон Хауел         |
| Ејприл Грејс       | Гвеновир              |
| Луис Гузман        | Луис                  |
| Филип Бејкер Хол   | Џими Гејтор           |
| Филип Симор Хофман | Фил Парма             |
| Фелисити Хафман    | Синтија               |
| Томас Џејн         | млади Чими Гејтор     |
| Рики Џеј           | Берт Рамзи/Приповедач |
| Орландо Џоунс      | Ворм                  |
| Вилијам Х. Мејси   |                       |
| Алфред Молина      | Соломон Соломон       |
| Џулијана Мур       | Линда Партриџ         |
| Мајкл Мерфи        | Алан Клигман,         |
| Џон К. Рајли       | Џим Каринг            |
| Џејсон Робардс     | Ерл Партриџ           |
| Мелора Волтерс     | Клодија Вилсон Гејтор |

## Зарада
- Зарада у САД - 22.455.976 $
- Зарада у иностранству - 25.995.827 $
- Зарада у свету - 48.451.803 $